# 표창훈장
표창훈장(Commendation Medal)은 미군이 영웅적 행위나 공훈을 세운 인물에게 수여하는 중간 단계 훈장이다. 미군 내 각 군의 명의로 표창훈장을 수여하며, 여기에 미국 국방부가 수행하는 합동군사수행에 관한 표창까지 포함하여 총 5가지의 표창훈장이 존재한다.
원래 표창훈장은 1943년 미국 해군과 미국 해안경비대에서 처음 수여했으며 약장만 존재했었다. 1945년에는 육군표창약장이 생겼으며 1949년 육군, 해군, 해안경비대 표창약장이 현재의 "금속 펜던트가 달린 표창약장"으로 바뀌었다. 1960년대에는 표창약장이 정식 훈장 승인을 받으면서 현재의 표창훈장이라는 이름으로 바뀌었다.

## 종류

### 합참표창훈장

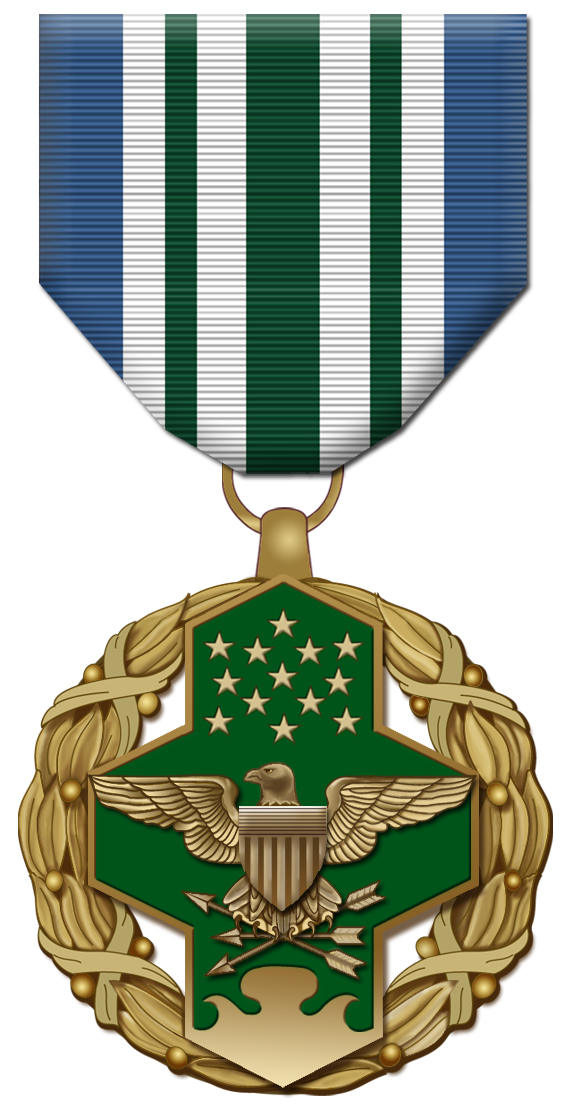
합참표창훈장의 모습.

합참표창훈장(Joint Service Commendation Medal, JSCM)은 1963년 6월 25일 처음 제정된 훈장이다. 미국 국방장관 명의로 1963년 1월 1일 이후 합참 복무 도중 영웅적인 공적을 쌓았거나 공훈을 치룬 미군 소속 인물에게 수여하는 훈장이다.
본 훈장은 미국 합동참모본부 원로 복무자를 위한 훈장으로 기타 각 군별 표창훈장보다 원로를 위한 성격이 강하다. 합참표창훈장은 각 군별 표창훈장보다 더 위에 패용한다.
부속물
- 청동무공훈장 (이후 훈장 수여시)
- "V" 부속물 (적과 직접 맞닿았을 시 공훈)

### 육군표창훈장

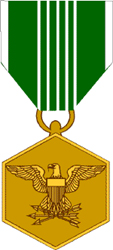
육군표창훈장의 모습.

육군표창훈장(Army Commendation Medal, ACM)은 1941년 12월 6일 이후로 영웅적인 행동을 하였거나 공훈, 공적을 쌓은 미국 육군 소속 장교를 제외한 인원에게 수여하는 훈장이다. 육군표창훈장은 1962년 6월 1일 이후로 미국의 우방국이나 미국에게 상호 이익을 가져다 준 영웅적인 행위나 비범한 업적, 공훈을 쌓은 미군 또는 우호국 군인에게도 수여할 수 있다.
부속물
- 청동무공훈장 (이후 훈장 수여시)
- "V" 부속물 (적과 직접 맞닿았을 시 공훈)
- "C" 부속물
- "R" 부속물

## 참고 문헌
- Foster, Frank C. (2002). 《A Complete Guide to All United States Military Medals, 1939 to Present》. Fountain Inn, SC: MOA Press. ISBN 1-884-45218-3. OCLC 54755134.
- Kerrigan, Evans E. (1971). 《American War Medals and Decorations》. New York: Viking Press. ISBN 0-670-12101-0. OCLC 128058. reprinted 1990, ISBN 0-792-45082-5 OCLC 21467942
- Robles, Philip K. (1971). 《United States Military Medals and Ribbons》. Rutland, VT: C. E. Tuttle. ISBN 0-804-80048-0. OCLC 199721.